# موش دشتی مالزی
موش دشتی مالزی (نام علمی: Rattus tiomanicus) نام یک گونه از سرده موش صحرایی است.